# Jean Petit
Jean Petit (født 25. september 1949 i Toulouse, Frankrig, død 23. januar 2024) var en fransk fodboldspiller, der tilbragte hele sin karriere, mellem 1969 og 1982, som midtbanespiller i Ligue 1-klubben AS Monaco. Med klubben blev han i 1978 fransk mester og i 1980 Coupe de France-vinder
Petit blev desuden noteret for 12 kampe og én scoring for Frankrigs landshold. Han deltog ved VM i 1978 i Argentina.
Efter sit karrierestop var Petit kortvarigt træner for Monaco, og op til flere gange assistenttræner. 

## Titler
Ligue 1
- 1978 med AS Monaco

Coupe de France
- 1980 med AS Monaco